# Angela Piskernik
Angela Piskernik, née le 27 août 1886  à Bad Eisenkappel et morte le 23 décembre 1967 à Ljubljana, est une botaniste et écologiste austro-yougoslave.

## Biographie

### Formation
En 1914, Angela Piskernik est la première femme à obtenir un doctorat en botanique de l'Université de Vienne,. Parmi ses professeurs se trouvait le botaniste Hans Molisch (en).

### Carrière de conservatrice
En 1916, Angela Piskernik travaille pour le musée provincial de Ljubljana, puis, à partir de 1926, elle enseigne l'histoire naturelle dans divers lycées.
Militante pour la nation slovène, elle s'implique dans le référendum de Carinthie et dans un club de migrants.
En 1943, elle est emprisonnée et détenue dans le camp de concentration nazi de Ravensbrück. Elle est mentionnée dans le roman autobiographique L'Ange de l'oubli (Engel des Vergessens) de l'écrivaine autrichienne Maja Haderlap.
Après 1945, elle devient directrice du Musée slovène d'histoire naturelle de Ljubljana et travaille au service de la conservation. Elle s'efforce plus particulièrement de renouveler et de protéger le jardin botanique alpin Juliana et le parc national du Triglav,. Elle est inspirée par l'écologiste italien Renzo Videsott.
Dans les années 1960, elle dirige la délégation yougoslave de la Commission internationale pour la protection des Alpes (CIPRA) et propose un parc naturel transnational avec l'Autriche dans les Alpes de Savinja et les Karawanks. Le parc bilatéral n'a cependant jamais été réalisé. Aujourd'hui, cette zone fait partie de la ceinture verte européenne.

## Récompenses
- 1967 : Prix international Van Tienhoven[3], prix récompensant les personnes engagées dans la conservation de la nature.

## Hommage
En 2019, un timbre commémoratif est émis en l'honneur d'Angela Piskernik en Slovénie.

## Œuvres
- (de) « Über die Einwirkung fluoreszierender Farbstoffe auf die Keimung der Samen », Sitzungsberichte der Akademie der Wissenschaften in Wien,‎ 1921, p. 189–214 (lire en ligne [PDF])
- (sl) Varstvo narave : revija za teorijo in prakso varstva naravne dediščine, vol. 4, Zavod Republike Slovenije za varstvo naravne in kulturne dediščine, 1965 (lire en ligne [PDF]), p. 7-15